# Charinus cavernicolus
Espèce
Synonymes
- Charinus australianus cavernicolus Weygoldt, 2006

Charinus cavernicolus est une espèce d'amblypyges de la famille des Charinidae.

## Distribution
Cette espèce est endémique de Nouvelle-Calédonie. Elle se rencontre dans les grottes de Koumac.

## Description
La carapace de la femelle décrite par Miranda, Giupponi, Prendini et Scharff en 2021 mesure 3,25 mm de long sur 4,70 mm.

## Systématique et taxinomie
Cette espèce a été décrite sous le protonyme Charinus australianus cavernicolus par Weygoldt en 2006. Elle est élevée au rang d'espèce par Miranda, Giupponi, Prendini et Scharff en 2021.

## Étymologie
Son nom d'espèce lui a été donné en référence au lieu de sa découverte, une grotte.

## Publication originale
- Weygoldt, 2006 : « New Caledonian whip spiders: Notes on Charinus australianus, Charinus neocaledonicus and other south-western Pacific species of the Charinus australianus species group (Chelicerata, Amblypygi, Charinidae). » Verhandlungen des Naturwissenschaftlichen Vereins in Hamburg, vol. 42, p. 5–37.